# گل‌کوب شکم‌زرد
گل‌کوب شکم‌زرد (نام علمی: Dicaeum melanoxanthum) نام یک گونه از سرده گل‌کوب‌های اصلی است.